# Ion Popa
Ion Popa, född den 2 februari 1957 i Rumänien, är en australisk roddare.
Han tog OS-brons i åtta med styrman i samband med de olympiska roddtävlingarna 1984 i Los Angeles.